# Rijksbeschermd gezicht Oud Valkenburg

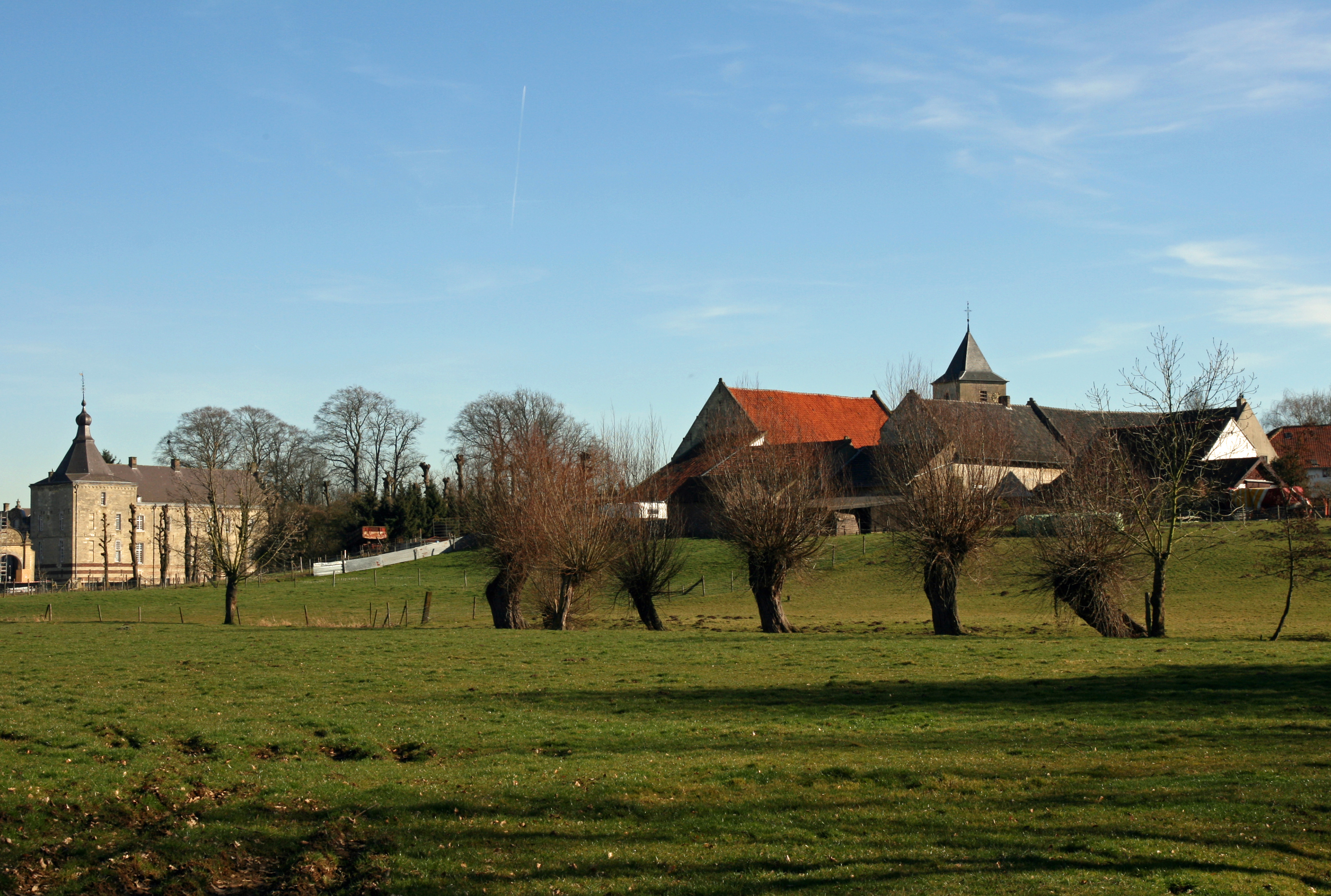
Gezicht op Oud Valkenburg. Links Genhoes; rechts het dorp

Het rijksbeschermd gezicht Oud Valkenburg is een van rijkswege beschermd dorpsgezicht in het dorp Oud Valkenburg, gelegen tussen Valkenburg en Schin op Geul, in de Nederlands-Limburgse gemeente Valkenburg aan de Geul.

## Beschrijving gebied
Het beschermde gebied ligt ten zuidoosten van het stadje Valkenburg in het Natura 2000-gebied Geuldal en wordt in het noorden begrensd door de beboste hellingen van de Goudsberg-Schaelsberg en in het zuiden door de natuurreservaten Biebosch-Sint-Jansbosch-Gerendal. Het dorpsgezicht bestaat uit de rondom de Johannes de Doperkerk gelegen dorpskern van Oud Valkenburg, de kastelen Genhoes en Schaloen en enkele boerderijen langs de provinciale weg 595.
De nederzetting Oud Valkenburg bestaat uit een kleine kern rondom de middeleeuwse kerk en lintbebouwing langs de weg van Valkenburg-Wijlre, de N595, die ter plaatse 'Oud Valkenburgerweg' of 'Oud Valkenburg' wordt genoemd. De bebouwing aan de noordkant van de weg wordt gevormd door een tweetal fraaigelegen, monumentale ensembles. Het ene bestaat uit de Johannes de Doperkerk, kasteel Genhoes, een voormalige brouwerij en andere mergelstenen gebouwen; het andere uit kasteel Schaloen, de Schaloensmolen en enkele monumentale oprijlanen. Beide kastelen zijn omgracht en worden omgeven door idyllische weilanden en boomgaarden, die direct grenzen aan het riviertje de Geul. De landerijen rondom Genhoes zijn eigendom van de Vereniging tot Behoud van Natuurmonumenten.
De panden aan de zuidzijde van de provinciale weg zijn over het algemeen minder monumentaal of niet kenmerkend voor de oudere nederzettingen van deze streek. Een uitzondering vormt de grote carréhoeve op de hoek van de Sint Jansbosweg. Teneinde echter te voorkomen, dat hier schaalverstorende bebouwing zou ontstaan, is tevens een strook ten zuiden van de N595 opgenomen in het beschermd gebied. Opvallend is dat enkele direct aan het gebied grenzende monumentale ensembles, zoals kasteel Oost, de Drie Beeldjes en de kluis op de Schaelsberg, niet bij het beschermde dorpsgezicht zijn inbegrepen.

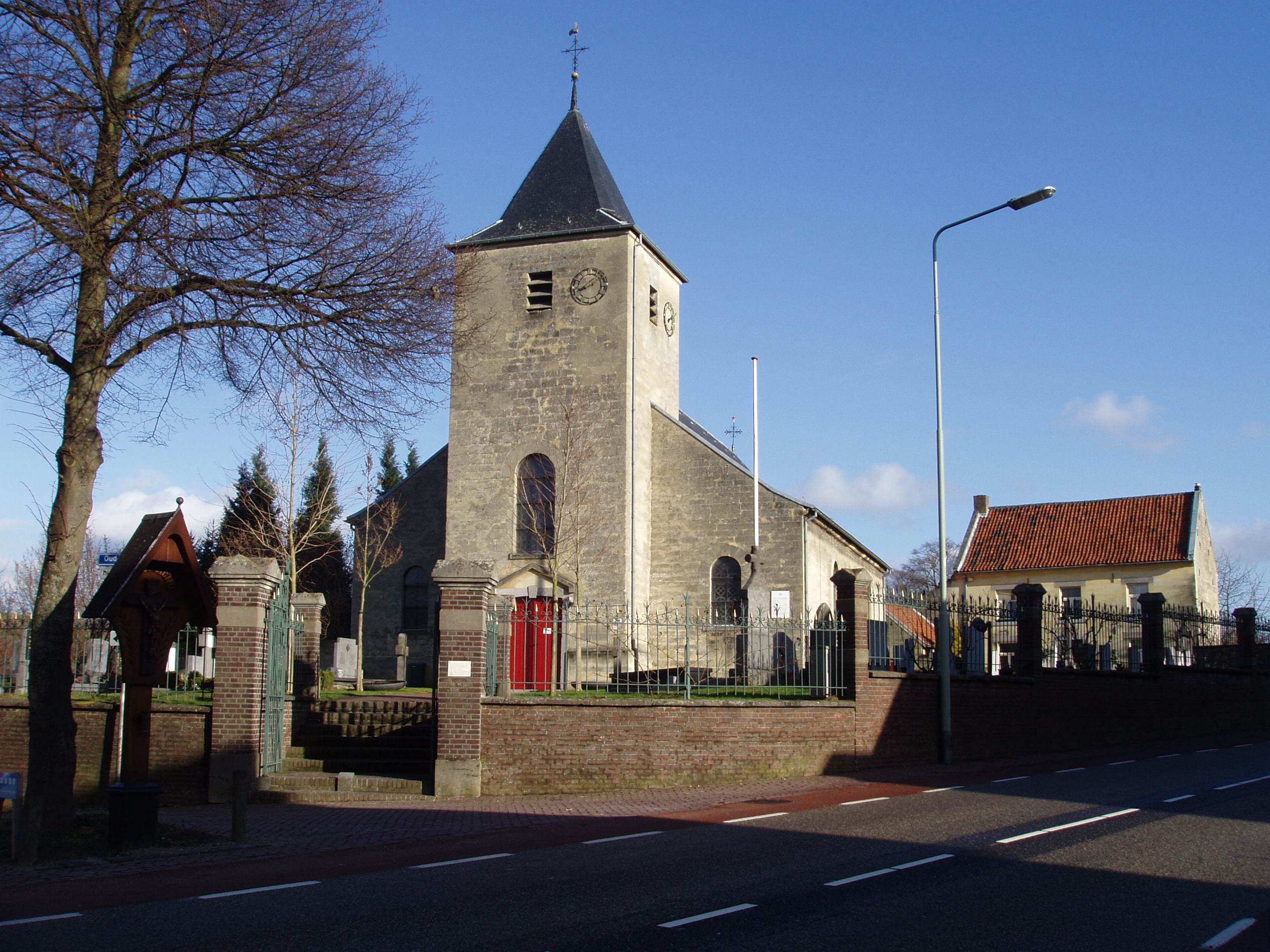
Johannes de Doperkerk
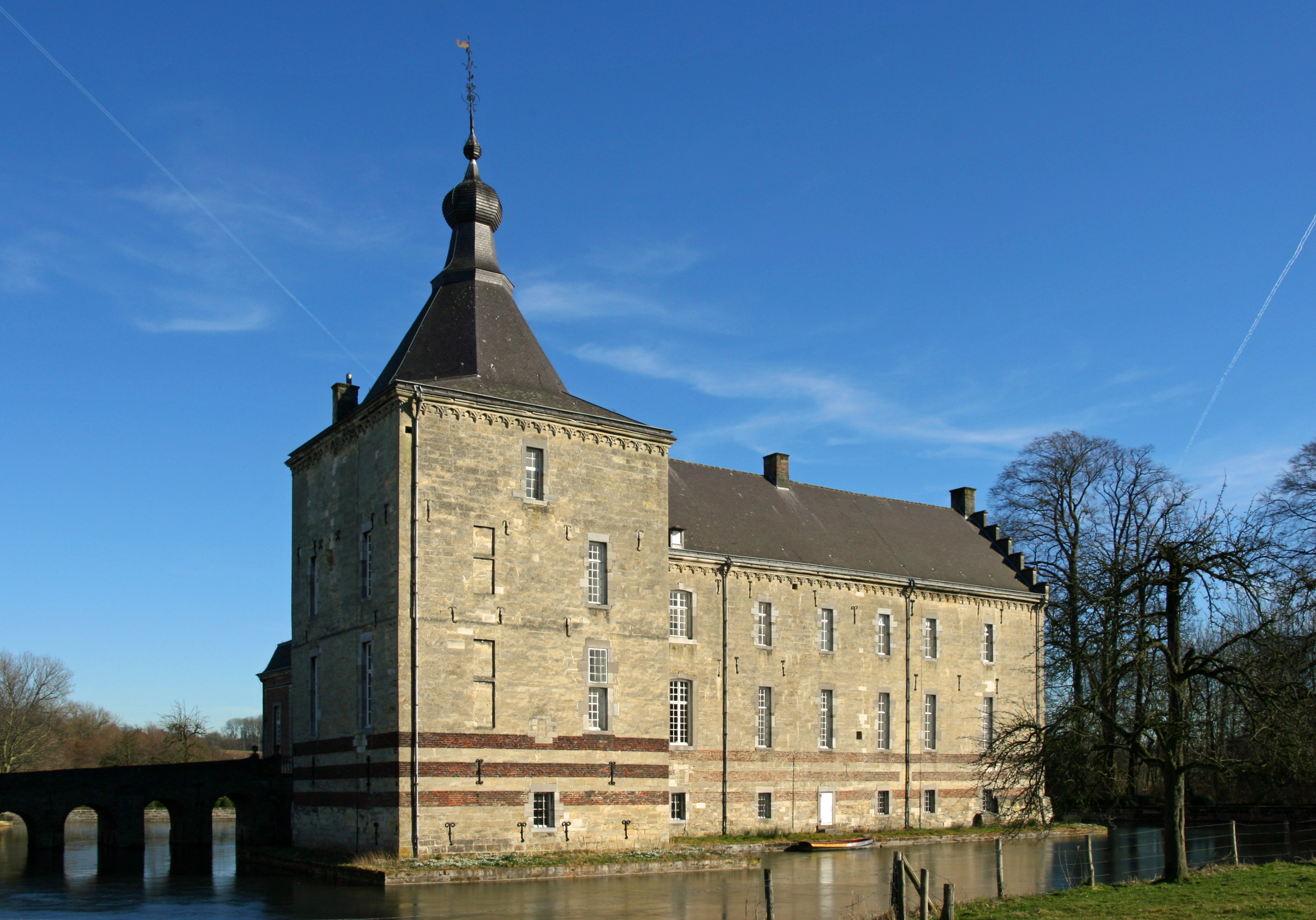
Kasteel Genhoes
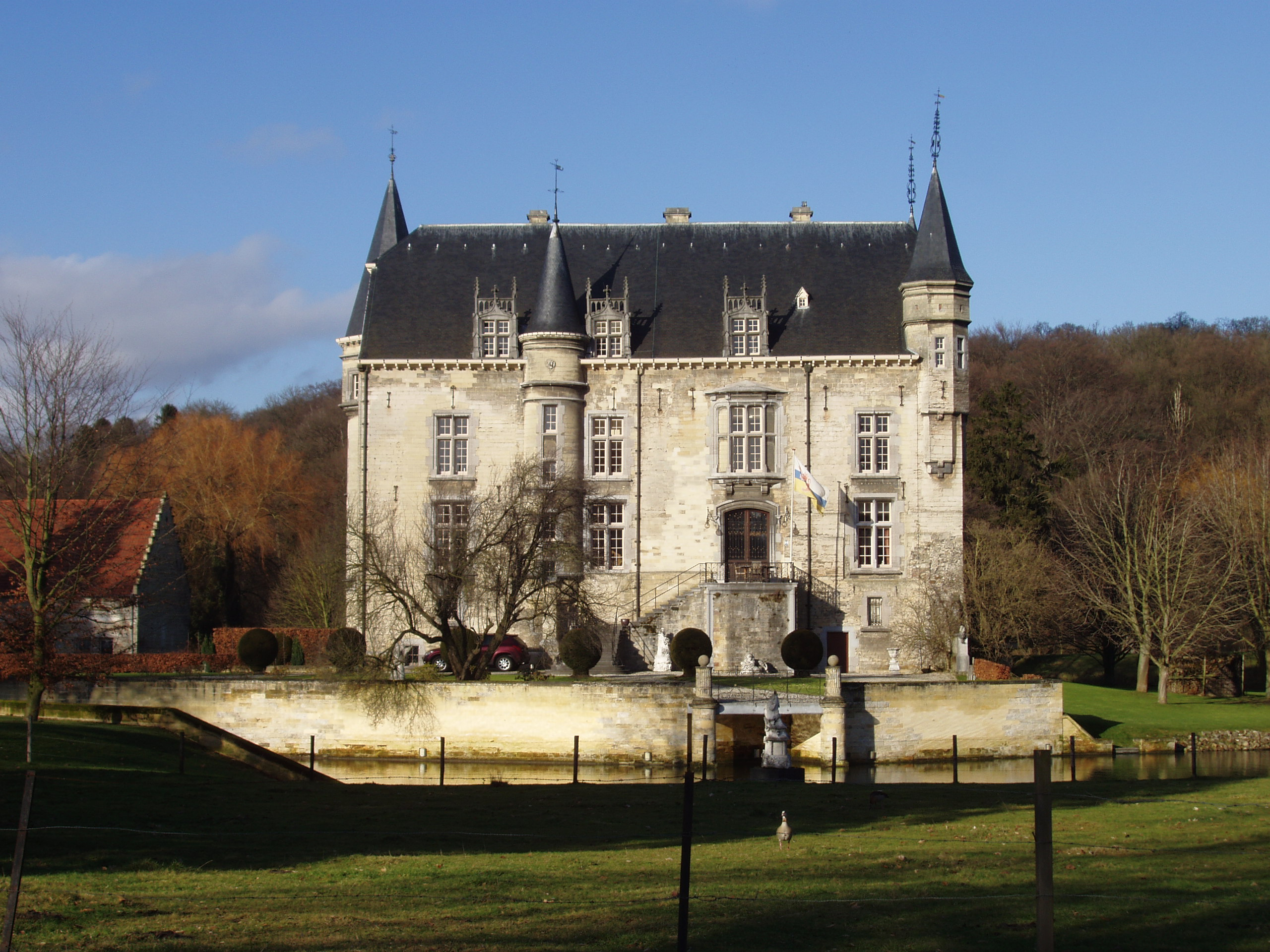
Kasteel Schaloen
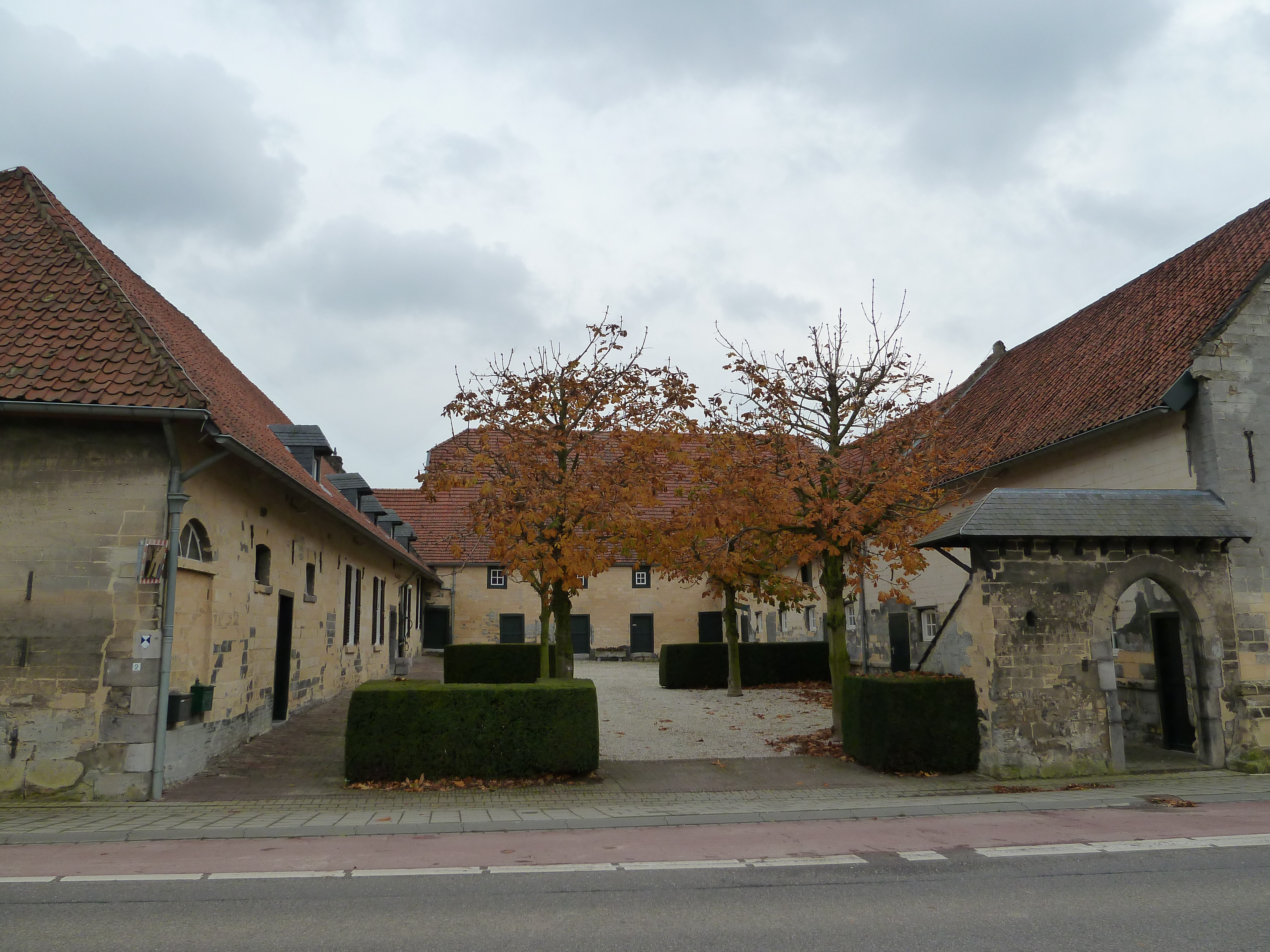
Carréhoeve

## Aanwijzing tot rijksbeschermd gezicht
De procedure voor aanwijzing werd gestart op 27 december 1966, gelijk met de procedure voor het rijksbeschermd gezicht Valkenburg. Het gebied werd op 15 juni 1970 definitief aangewezen. Het beschermd gezicht beslaat een oppervlakte van 59,3 hectare.
Panden die binnen een beschermd gezicht vallen krijgen niet automatisch de status van beschermd monument, hoewel een groot aantal gebouwen in het gebied rijksmonument zijn. Wel zal de gemeente het bestemmingsplan aanpassen om nieuwe ontwikkelingen in het gebied te reguleren. De gezichtsbescherming richt zich op de stedenbouwkundige en cultuurhistorische waardering van een gebied en wil het toekomstig functioneren daarvan veiligstellen.
Het rijksbeschermd gezicht Oud Valkenburg is een van de drie beschermde dorps- en stadsgezichten in de gemeente Valkenburg aan de Geul.